# Botanophila alishana
Botanophila alishana este o specie de muște din genul Botanophila, familia Anthomyiidae, descrisă de Masayoshi Suwa în anul 1996.
Este endemică în Taiwan. Conform Catalogue of Life specia Botanophila alishana nu are subspecii cunoscute.